# Kurt Stöpel
Kurt Stöpel (né le 12 mars 1908 à Berlin et mort le 11 juin 1997 dans la même ville) est un coureur cycliste allemand. Professionnel de 1930 à 1938, il a remporté une étape du Tour de France 1932. Il est devenu durant cette édition le premier coureur allemand à remporter une étape du Tour, à revêtir le maillot jaune et à terminer sur le podium (2e du classement général).

## Palmarès
- 1927
  -  Champion d'Allemagne du contre-la-montre par équipes amateurs
  - 13e étape du Tour d'Allemagne
- 1928
  - Berlin-Cottbus-Berlin
- 1930
  - 7e étape du Tour d'Allemagne (contre-la-montre par équipes)
  - 2e du Tour d'Allemagne
  - 4e du championnat du monde sur route
- 1931
  - 12e étape du Tour d'Allemagne
- 1932
  - 2e étape du Tour de France
  - 2e du Tour de France
  - 3e de Paris-Lille
  - 5e du Tour d'Italie
- 1933
  - 8e du Tour d'Italie
  - 10e du Tour de France
- 1934
  -  Champion d'Allemagne sur route
  - Tour de Cologne
  - Rund um Berlin
- 1935
  - 2e de Berlin-Cottbus-Berlin
  - 2e du Tour de Cologne

## Résultats sur les grands tours

### Tour de France
5 participations
- 1931 : 16e
- 1932 : 2e, vainqueur de la 2e étape,  maillot jaune pendant 1 jour
- 1933 : 10e
- 1934 : 22e
- 1935 : abandon (6e étape)

### Tour d'Italie
2 participations
- 1932 : 5e
- 1933 : 8e